# Kościół Świętych Apostołów Piotra i Pawła we Wróblewie
Kościół Świętych Apostołów Piotra i Pawła – rzymskokatolicki kościół parafialny należący do parafii pod tym samym wezwaniem (dekanat sieradzki II diecezji włocławskiej).
Jest to świątynia wzniesiona w 1804 roku. Wybudowana została przez księdza Macieja Węgierskiego. Remontowana była w 1881 roku. Rozbudowana została w 1930 roku (przedłużono nawę i dobudowano kaplicę oraz lożę nad zakrystią). Podczas II wojny światowej została zamieniona na magazyn. Remontowana była w latach 1964 – 67 (zaaranżowano wówczas wnętrze w stylu zakopiańskim).
Budowla jest drewniana, trzynawowa, posiada konstrukcję zrębową. Posiada prezbiterium mniejsze w stosunku do nawy, zamknięte trójbocznie, z dobudowanymi dwoma bocznymi zakrystiami. świątynię nakrywa dach dwukalenicowy, pokryty blachą, na dachu jest umieszczona kwadratowa wieżyczka na sygnaturkę. Jest ona zwieńczona cebulastym, blaszanym dachem hełmowym z latarnią. Wnętrze jest wyłożone boazerią i dzielą je na trzy części dwa rzędy słupów. Strop posiada formę pozornych sklepień kolebkowych. Chór muzyczny jest podparty słupami i posiada wystawkę prostokątną w części centralnej i organy wykonane w 2 połowie XX wieku. Belka tęczowa jest ozdobiona krucyfiksem powstałym w XVI wieku. Ołtarz główny w stylu neobarokowym został wykonany w połowie XIX wieku. Dwa ołtarze boczne w stylu klasycystycznym. Chrzcielnica kamienna, w stylu późnogotyckim, powstała w XVI wieku.